# Dino De Laurentiis
Dino De Laurentiis (født 8. august 1919, død 11. november 2010) var en italiensk filmproducent.
De Laurentiis producerede sin første film, L'ultimo combattimento i 1940, og han blev for alvor kendt som producer af en række, nu klassiske, neorealistiske film, heriblandt Riso Amaro fra 1949 (på dansk Rispigen, en film om de italienske mondinaer, kvindelige sæsonarbejdere i de norditalienske rismarker) og Fellinis La strada fra 1954. Det gjorde ham kendt ud over hjemlandets grænser, og han kom snart til at stå bag store internationale produktioner som filmatiseringen af Krig og fred (1956), Anzio (1968) og Barbarella (1968). I midten af 1970'erne flyttede han til USA, hvor han blev producent på film som King Kong (1976), Ragtime (1981) samt filmatiseringer af en række Stephen King-romaner som The Dead Zone og Silver Bullet. Han modtog i 2001 en special-Oscar for producere.